# Brønderslev-Ørsø Jernbane
Brønderslev-Ørsø Jernbane er en planlagt jernbanestrækning i Vendsyssel, som aldrig blev realiseret. Den havde hjemmel i lov af 6. maj 1921, hvor staten lovede at betale 50% af anlægsomkostningerne, men der blev aldrig udstedt koncession.
Banen skulle have haft driftsfællesskab med Brønderslev-Blokhus Jernbane, som heller ikke blev realiseret.

## Strækningen
Banen skulle være på ca. 35 km med mulighed for følgende stationer:
- Brønderslev – forbindelse med Vendsysselbanen
- Pollerhuse
- Klæstrup
- Hellum – forbindelse med Vodskov-Østervrå Jernbane
- Brønden
- Flauenskjold
- Dorf
- Ørsø – forbindelse med Fjerritslev-Frederikshavn Jernbane